# 太陽系辺境空域
『太陽系辺境空域』(Tales of Known Space: The Universe of Larry Niven)は、1964年から1975年の間に発表された13の短編小説（すべてニーヴンの『ノウンスペース』の未来史）を集めたラリー・ニーヴンのSF作品集であり、ニーヴンによるいくつかのエッセイとノウンスペース年表が収録されている。

## 日本版目次
- 序……わたしの宇宙へ、ようこそ Introduction: My Universe and Welcome to It!（1975年のエッセイ）
- 「いちばん寒い場所」 "The Coldest Place"（1964年）
- 「地獄で立ち往生」 "Becalmed in Hell"（1965年）ネビュラ賞1965年年間短編部門ノミネート[1]
- 「待ちぼうけ」 "Wait It Out" （1968年）
- 「並行進化」 "Eye of an Octopus" （1966年）
- 「英雄たちの死」 "How the Heroes Die" （1966年）
- 「ジグソー・マン」 "The Jigsaw Man" （1967年）ヒューゴー賞1968年年間短編部門ノミネート[2]
- 「穴の底の記憶」 "At the Bottom of a Hole"（1966年）
- 「詐欺計画罪」 "Intent to Deceive" （1968年年）
- 「無政府公園にて」 "Cloak of Anarchy" （1972年）
- 「戦士たち」 "The Warriors" （1966年）
- 「太陽系辺境空域」 "The Borderland of Sol" （1975年）
- 「退き潮」 "There Is a Tide" （1968年）
- 「安全欠陥車」 "Safe at Any Speed" （1967年）
- あと知恵 Afterthoughts （1975年のエッセイ）
- ノウンスペース年表 Timeline for Known Space （1975年のエッセイ）
- 訳者あとがき

## 文学的意義と受容
ジョン・クルートの "The Encyclopedia of Science Fiction" でのニーヴン作品の調査の中で、彼はこの一連の作品を「広く、複雑で、異常によく統合された未来史であり、本質的に楽観的で技術主義的な枠組みの中で、宇宙への人類の拡大のための説明的な構造を提供している」と説明している。『太陽系辺境空域』にはノウンスペースの年表が収録されていることは特に注目される点である。
アレステア・レナルズは「未来史」というテーマのエッセイの中で、10代の頃に出会ったこの種の作品の中で最初に読んだのが「ノウンスペース」であり、この作品集を読んだことを覚えていると述べている（タイトルを「Tales from Known Space」と誤記しているが）。レナルズはこの作品を「活気があり、無秩序で、予期せぬ急カーブや急加速に陥りやすい未来の感覚」と表現している。 レナルズの最初のSFの試み（Union World、Dominant Species 、いくつかの短編小説）は、ニーヴンの影響を受けた背景に設定されており、それらは出版されていないが、それらの要素は彼の後の小説に組み込まれている。